# Michel de Grailly
Michel Eugène PIerre de Grailly est un avocat et un homme politique français né le 22 novembre 1920 à Vouvray, décédé le 19 avril 2008 à Saint-Jean-de-Luz.

## Jeunesse
Fils de François Aurélien de Grailly, docteur en médecine chevalier de la Légion d'honneur et de Germaine Marie Alice Garnot, Michel de Grailly naît le 22 novembre 1920 à La Barre commune de Vouvray.
Âgé de 19 ans au début de la Seconde Guerre mondiale, Michel de Grailly participe à la Résistance, dans le maquis « Panthère », puis à la lutte pour la Libération du territoire au sein de la 1re Armée française. Il devint par la suite avocat à la Cour d’Appel de Paris.
Le 1er septembre 1943, il se marie à Pagney avec Marguerite Marie Paule Alixe Simone Pelleterat de Borde,.

## Carrière
En 1962, il devient député UNR de la Seine dans la quinzième circonscription (14e arrondissement). Il est réélu en 1967 et 1968. En 1965, il devient conseiller municipal dans le huitième secteur (14e arrondissement).
Il prend sa retraite dans le Pays basque à Saint-Pée-sur-Nivelle, où il crée entre autres en 1992 le « club de l'As de Luz ».
Il décède à Saint-Jean-de-Luz le 19 avril 2008.

## Décorations
Il était titulaire de la croix de guerre 1939-1945 et de la médaille « Rhin et Danube ».